# Kytönen (ö i Norra Savolax)
Kytönen är en ö i Finland. Den ligger i sjön Suvasvesi och i kommunen Kuopio i den ekonomiska regionen  Kuopio ekonomiska region  och landskapet Norra Savolax, i den centrala delen av landet, 300 km nordost om huvudstaden Helsingfors. Öns area är 54,5 hektar och dess största längd är 1,2 kilometer i sydöst-nordvästlig riktning.